# Igor Santos Salazar
Igor Santos Salazar (Barakaldo, 27 giugno 1978) è uno storico spagnolo, di origini basche.
Attualmente è docente di storia medievale presso l'Università degli Studi di Trento.
Si è fatto conoscere dal grande pubblico nel 2015 quando ha condotto Potere e bellezza, una serie di 8 puntate di documentari televisivi, prodotta da Rai Storia e Ballandi Arts, periodicamente ritrasmessa, dedicata ai principali poteri che insistevano nella penisola italiana a partire dall'età medievale.

## Biografia
Nato a Barakaldo (Paesi Baschi), ha frequentato la scuola Asti Leku Ikastola di Portugalete (Paesi Baschi). Ha studiato storia presso l'Università di Deusto, con una specializzazione in storia antica e medievale. Successivamente ha conseguito il dottorato in Storia presso l'Università di Salamanca e l'Università di Bologna, con una tesi sui poteri e le comunità locali nell'Emilia Orientale (Italia) e nel nord della Cantabria (Spagna) nel Medioevo.
Come storico e ricercatore medievalista, ha svolto lavori post-dottorato e soggiorni di ricerca presso diverse università, come presso l'Università di Oxford con una borsa di studio post-dottorato del Governo basco come "basque visiting fellow" (tutorato da Chris Wickham) (2009-2010), presso l'Università degli Studi di Trento (2013-2017), presso l'Università dei Paesi Baschi come ricercatore post-dottorato Marie Skłodowska-Curie (MSCA) (2017-2019), all'Università di Santiago di Compostela (2019-2020), all'Università Ca' Foscari di Venezia (2020) o all'Università degli Studi di Padova (2020-2022).. Dal 2022 è professore di storia medievale presso l’Università degli Studi di Trento.
Nel 2015 è stato conduttore del programma televisivo italiano Potere e bellezza, sul canale televisivo Rai Storia, una serie di documentari storici sull'Italia medievale.
Oltre alla ricerca e all'insegnamento, Santos partecipa anche alla divulgazione storica, come collaboratore del giornale spagnolo El Correo. Allo stesso modo, nel 2021 ha pubblicato l'insieme di racconti in italiano raccolti con il titolo L'esposizione del tempo.
Santos è anche un appassionato di calcio e dell'Athletic Club de Bilbao. Nel 2017 ha scritto il prologo del libro Athletic Club di Bilbao. L'utopia continua di Simone Bertelegni, di cui lo storico dell'arte, museografo ed ex direttore del Museo del Prado Miguel Zugaza scrive la conclusione.

## Opere

### Saggi
- Una terra contesa. Spazi, poteri e società nell'Emilia orientale dei secoli VI-X, Le Lettere Firenze, 2011
- Governare la Lombardia carolingia (774-924), Viella, Roma, 2021
- Balmaseda medieval: una villa en la frontera, Sans Soleil, Vitoria, 2021
- I Gonzaga. Potenza e splendore di una casata, Diarkos, Reggio Emilia, 2022
- El Foro Romano. La invención de un espacio arruinado, Athenaica Ediciones, Sevilla, 2025

### Edizioni di fonti
- Fuentes documentales medievales del Pais Vasco. Archivo general de Simancas. Registro generale del sello. Vizcaya (1488), Eusko Ikaskuntza, Donostia 2017

### Poesia
- Taccuino del passato presente, Nulla die, Piazza Armerina, 2020

### Narrativa
- L'esposizione del tempo, Nulla die, Piazza Armerina, 2021

## Televisione
- Potere e bellezza, serie di otto documentari televisivi di approfondimento storico andati in onda su Rai Storia dal 2015.